# Josepha de Landaburu
Josepha de Landaburu (Vitoria, Año 1700-?) fue una mesonera española que regentaba la Casa de Conversación o café de Vitoria. 

## Biografía
Josepha de Landaburu estaba casada con Pedro Regalado de Olave y, desde mitad del siglo XVIII, regentaban la Casa de Conversación o café de la ciudad. Esta casa estaba situada en la segunda vecindad de la calle Correría. Era costumbre de la época asistir a estas casas de conversación y eran lugares para socializar y también donde se hacían eventos culturales. Además de vender diversas bebidas, también se podía jugar a los naipes, al ajedrez, a las damas, al chanquete o al billar, y se ofrecía la lectura de periódicos y gacetas. Generalmente se podía departir de los más variados temas y estar al tanto de las últimas noticias de la ciudad o de las que llegaban de la capital.
Esta Casa era un punto de encuentro de los ricos artesanos y personas de cierta categoría, ya que los oficiales se reunían en las casas de juego.
Josepha fue una precursora en promover un ambiente de cultura y divertimento en la Vitoria del siglo XVIII.